# إبراهيم الكركي
الشيخ إبراهيم بن جعفر بن عبد الصمد العاملي الكركي. هو رجل دين ومؤلف شيعي لبناني من أهل جبل عامل، وإليه ينسب فيُقال له العاملي، وأما الكركي فهو نسبة إلى كرك نوح، وهي إحدى القرى في البقاع اللبناني. وقد ترجم له الحر العاملي(1) حاكياً أنه من المعاصرين وأنه قد سكن بلاد فراه من نواحي خراسان - والتي تقع ضمن حدود أفغانستان -، وقد ذكر آغا بزرگ الطهراني في الذريعة أنَّ الحر العاملي قد أعطى إجازة للكركي. وقد أثنى على الكركي آخرون ممن ترجموا له كذلك كعلي التبريزي.(2)

## مؤلفاته
ذكر الحر العاملي في ترجمته له: ”له كتاب حسن ورسائل متعددة“، ولم يذكر عناوين وأسماء هذه الكتب، ولم يورد الطهراني أياً من عناوين هذه الكتب والرسائل.

## الهوامش
- 1 - ذكره الحر العاملي في كتابه أمل الآمل في تراجم علماء جبل عامل مثنياً عليه: ”عالم فاضل محقق فقيه محدث ثقة عابد“.[2]
- 2 - ذكره علي التبريزي في كتابه مرآة الكتب ناقلاً عبارة الحر العاملي في الثناء عليه.[4]

### كتب
- أعيان الشيعة. محسن الأمين، طبع بيروت - لبنان، تاريخ الطبع مفقود، منشورات دار التعارف.
- الذريعة إلى تصانيف الشيعة. آغا بزرگ الطهراني، طبع بيروت - لبنان، تاريخ الطبع مفقود، منشورات دار الأضواء.

### إشارات مرجعية
1. ↑  
الأمين، محسن. أعيان الشيعة - ج2. ص. 115. مؤرشف من الأصل في 2019-12-09.
2. 1 2 3  
العاملي، الحر. أمل الآمل في تراجم علماء جبل عامل - ج1. ص. 27. مؤرشف من الأصل في 2019-12-09.
3. ↑  
الطهراني، آغا بزرگ. الذريعة إلى تصانيف الشيعة - ج1. ص. 233. مؤرشف من الأصل في 2020-01-09.
4. ↑  
التبريزي، علي. مرآة الكتب. ص. 103. مؤرشف من الأصل في 2019-05-07.